# たらみ
株式会社たらみ（Tarami Corporation）は、長崎県長崎市に本社を置く製菓メーカー。ダイドーグループホールディングスの完全子会社（機能子会社）。果実を使用したゼリー、ヨーグルトが主力製品として知られる。
1969年に長崎県西彼杵郡多良見町（現・諫早市）で創業（1971年に法人化）、2007年に経営難により事業譲渡を目的に設立されたのが現在の法人である。本項目では新旧両法人について記す。

## 略歴
1969年、個人商店の「多良見青果」として創業。創業当初は多良見町で青果の卸売業を行っていた。
1988年、「株式会社たらみ」へと商号変更。同年、ドライゼリー市場に参入。積極的な設備投資により、1992年のナタ・デ・ココブームでシェアを一気に拡大し、日本のドライゼリー市場でトップシェアとなった。
しかし2000年代に入ると過剰投資が響き、2006年には債務超過に陥る。そのため、2007年にアメリカの投資ファンド・サン・キャピタル・パートナーズと事業譲渡契約を締結し、サン・キャピタル傘下で設立された受け皿会社「ゼリー」に事業譲渡され、新たな「たらみ」となった。なお、旧「たらみ」は「ナガサキゼリー」に商号変更し、2007年5月、長崎地裁に特別清算を申請した（負債総額82億2千万円）。
その後、たらみはいくつかの投資ファンドの下を経て経営再建を果たし、2012年にダイドードリンコに110億円で買収された。

## 沿革

### 旧・株式会社たらみ
- 1969年（昭和44年）1月 - 西彼杵郡多良見町で創業者・西浦道信の個人商店である多良見青果（たらみせいか）として創業。
- 1971年（昭和46年）7月 - 多良見青果株式会社として法人化し、本社を長崎市に移転。
- 1975年（昭和50年）11月 - 長崎市にバナナの加工場を開設し、輸入果実も取り扱う様になる。
- 1979年（昭和54年）2月 - 南高来郡小浜町に会社直営のキウイフルーツ栽培農園開設。
- 1988年（昭和63年）1月 - 株式会社たらみに商号（社名）変更。
- 1991年（平成3年）
  - 1月 - 長崎市の新社屋と長崎工場（大村工場からの移転）を開設。
  - 6月 - 長崎市中里町の国道34号沿いに直営店を開業。
- 1994年（平成6年）12月 - 東京支店を開設。
- 1995年（平成7年）3月 - 諫早工場が完成し、フルーツゼリーの製造・発売を開始。
- 1996年（平成8年）2月 - 大阪支店を開設。
- 1999年（平成11年）10月 - 長崎物流センターを開設。
- 2000年（平成12年）3月 - 諫早市小長井町に小長井工場を開設。
- 2001年（平成13年）11月 - 包装センターを開設。
- 2007年（平成19年）
  - 3月 - 米国サン・キャピタル・パートナーズの日本法人と事業譲渡契約を締結。
  - 4月 - 新たに設立された株式会社ゼリーに事業譲渡し、株式会社たらみから株式会社ナガサキゼリーに社名変更。
  - 5月15日 - 長崎地方裁判所に特別清算を申請[2]。

### 新・株式会社たらみ
- 2007年（平成19年）4月26日 - 株式会社ゼリーとして設立。株式会社たらみより事業譲受。株式会社ゼリーは同日付で「株式会社たらみ」に社名変更。
- 2012年（平成24年）
  - 5月21日 - ダイドードリンコが投資会社・Turquoise Iより全株式を取得し、同年6月29日を目途に完全子会社化すると発表[3]。
  - 6月18日 - ダイドードリンコの完全子会社（機能子会社）となる[4]。

## 主力商品
- くだもの屋さんシリーズ
- 果実の時間シリーズ
- どっさりシリーズ
- おいしい蒟蒻ゼリーシリーズ - おいしい蒟蒻ゼリーPREMIUM+で機能性表示食品を発売。[5]

## 事業所
- 本社（長崎県長崎市中里町）
- 東京本社（東京都港区新橋）
- 東北営業部（宮城県仙台市青葉区）
- 名古屋営業部（愛知県名古屋市名東区）
- 大阪営業部（大阪府大阪市中央区）
- 九州営業部（福岡県福岡市博多区）
- 小長井工場（長崎県諫早市小長井町）
- 長崎物流センター（長崎県諌早市貝津町）

## 特別協賛
- Jリーグオールスターサッカー（1999年から2001年まで特別協賛社となった）

## CM出演者
- マルシア
- 三原じゅん子「くだものムース」(1996年)
- 金澤あかね 「くだものムース」「おお果実」(1995～1996年)
- MAX「スイーティースイーティー」(CMソングも担当)(1997年)
- 藤田ニコル「フルーツヘルシー」（2018年）